# Macaos damlandslag i fotboll
Macaos damlandslag i fotboll representerar Macao i fotboll på damsidan. Dess förbund är Macau Football Association (MFA). Laget har ännu inte spelat någon officiell landskamp.